# Tarauni
Tarauni es un área de gobierno local en el Estado de Kano, Nigeria. Su sede se encuentra en la localidad de Ungwa Uku en la ciudad de Kano. Tiene una superficie de 28 km ² y una población de 221.367 en el censo de 2006. El código postal es 700.